# Amable Guy Blancard
Pour les articles homonymes, voir Blancard.
Amable Guy Blancard, né le 19 août 1774 à Loriol dans le Dauphiné et mort le 4 avril 1853 à Paris, est un général français de la Révolution et de l’Empire.
Gendre de Louis-Michel Rigaud de l'Isle, il est le beau-père de Paul Eugène Bontoux.

## Biographie
Amable Guy Blancard naît le 19 août 1774 à Loriol. Il est le fils de Guy Blancard, avocat, et de son épouse, Jeanne Dessoudeys.

### Sous la Révolution française
Sous-lieutenant au régiment de cavalerie Royal-Roussillon (11e de cavalerie) le 15 septembre 1791, et lieutenant le 5 octobre 1793, Amable Guy Blancard fait les guerres de 1792 à l'an II à l'armée du Nord. À l'affaire du 4 avril 1792, il charge jusque dans Hombourg, à la tête de 15 cavaliers, un parti de hussards de Wurmser, et parvient à reprendre les étendards de son régiment qui ont été enlevés au commencement de l'action. Il sert de l'an III à l'an VIII aux armées du Rhin, du Danube et d'Italie. Le 23 thermidor an VII, au combat de Marino, près de Rome, il s'élance avec 30 cavaliers de son régiment sur un corps nombreux de Napolitains, le rejette en arrière du village et sauve 2 pièces de canon dont l'ennemi s'est emparé. Il a dans cet engagement le côté droit atteint d'un coup de mitraille et le bras droit cassé en deux endroits.

### Sous le Premier Empire
Capitaine le 16 germinal an VIII (6 avril 1800), il reçoit le 4 nivôse an XI (25 décembre 1802) le brevet d'un sabre d'honneur. Légionnaire de droit le 1er vendémiaire an XII (24 septembre 1803), il passe avec son grade le 10 pluviôse dans les grenadiers à cheval de la Garde des consuls et est nommé officier de la Légion d'honneur le 25 prairial an XII (14 juin 1804), et membre du collège électoral du département de la Drôme. Chef d'escadrons le 18 fructidor an XIII. Il fait les campagnes des ans XII et XIII à l'armée des côtes de l'Océan, et obtient le 18 fructidor de cette dernière année le grade de chef d'escadron.

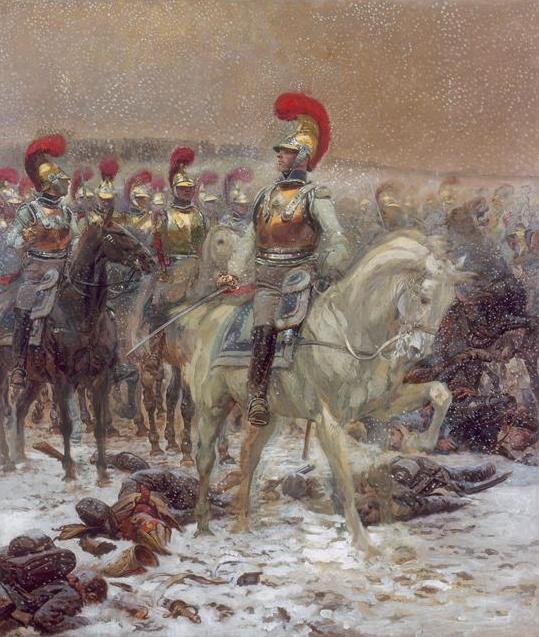
Le colonel Blancard à la tête de ses carabiniers pendant la campagne de Russie, par Édouard Detaille.

Blancard se signale ensuite à la Grande Armée de 1805 à 1806 et prend une part importante à la bataille d'Austerlitz. Nommé colonel du 2e régiment de carabiniers le 23 janvier 1807, il fait à la tête de ce corps la campagne de Pologne de 1807, où il se distingue à la bataille de Friedland. Il commande son régiment pendant la campagne d'Autriche de 1809, et se trouve à Ratisbonne et à Wagram les 23 avril et 6 juillet 1809. Napoléon Ier le fait baron de l'Empire le 17 mai 1810.
L'expédition de Russie lui fournit de nouvelles occasions de se signaler. Il déploie la plus brillante valeur à la bataille de la Moskowa. Lors de la bataille de Winkowo, le 18 octobre suivant, il a son cheval tué sous lui et y est atteint d'un coup de feu. Sa conduite pendant la campagne de Saxe de 1813, lui mérite le 28 septembre de cette année le grade de général de brigade. L'Empereur l'attache à la 2e division de cuirassiers du 2e corps de cavalerie, avec laquelle il fait la campagne de France de 1814. Mis en non-activité sous la première Restauration, il reçoit néanmoins la croix de Saint-Louis le 29 juillet 1814. Au retour de l'île d'Elbe, l'Empereur lui confie le commandement d'une brigade de cavalerie le 12 mars 1815. Il combat à Waterloo et y est blessé.

### Après 1815
Placé en disponibilité sous la seconde Restauration, il reste dans cette position jusqu'en 1824, et est admis à la retraite le 1er janvier 1825. La révolution de Juillet 1830 le replace dans le cadre d'activité de l'état-major général de l'armée. Employé en 1831 dans le département du Rhône, il passe l'année suivante au commandement de celui de Seine-et-Oise et de la brigade de carabiniers. Louis-Philippe Ier le nomme commandeur de la Légion d'honneur le 16 novembre 1832, et lieutenant-général en disponibilité le 31 décembre 1835. Depuis 1840, il fait partie du cadre de réserve des officiers généraux, conformément à la loi du 4 août 1839.
Il meurt le 4 avril 1853 à Paris, en son domicile du 10ème arrondissement.

## Distinctions
- Commandeur de la Légion d'honneur (1832)

## Armoiries
| Figure | Blasonnement |
|        | Armes du baron Blancard et de l'Empire, décret du 19 mars 1808, lettres patentes du 17 mai 1810 (Gand) Coupé, au premier parti à dextre d'or, au sabre en pal de gueules, monté d'argent, accompagné à dextre et à sénestre d'une molette de sable ; à sénestre des barons tirés de l'armée ; au deuxième d'azur au dextrochère d'argent armé, tenant un étendart du même monté et frangé d'or. Livrées : les couleurs de l'écu. |